# Emmanuel Gómez
Emmanuel Gómez (* 20. Dezember 1990 in Banjul) ist ein gambischer Fußballspieler.

## Karriere
Gómez war Stammspieler beim Samger FC in der GFA League First Division, bevor er im März 2009 gemeinsam mit seinem Landsmann Amadou Sanyang vom kanadischen MLS-Klub Toronto FC unter Vertrag genommen wurde. Sein MLS-Debüt gab der Innenverteidiger am 6. Juni 2009 gegen Los Angeles Galaxy. Im März 2011 wurde er auf die Waiver List der MLS gesetzt und kehrte zu Samger FC zurück. Im März 2014 versuchte er abermals sein Glück auf dem amerikanischen Kontinent und absolvierte mit dem USL Pro Club Wilmington Hammerheads ein Probetraining. Nachdem er in der Pre-Season von Wilmington, nicht überzeugen konnte, kehrte zu Samger zurück.

### International
2008 nahm Gómez mit der gambischen U-20-Auswahl an der Qualifikation für die African Youth Championship 2009 teil, scheiterte mit seinem Team aber in der letzten Qualifikationsrunde an Ghana. Er trainierte zudem bereits mit der gambischen Nationalmannschaft, zu Länderspielnominierungen kam es aber bislang nicht. Nachdem er in 9 Spielen für die Gambische U-20 zum Einsatz gekommen war, feierte er am 20. März 2013 sein A-Länderspieldebüt für Gambia in einem Freundschaftsspiel gegen Niger. Er lief bislang in drei Freundschaftsspielen für die Gambische Fußballnationalmannschaft auf.